# Elecciones generales de Austria de 1986
Las elecciones primarias parlamentarias fueron realizadas en Austria el 23 de noviembre de 1986. Fueron convocadas por el canciller Franz Vranitzky del Partido Socialista (SPÖ), debido a que no estaba en condiciones para continuar el gobierno de coalición, junto con el nuevo presidente del Partido de la Libertad, Jörg Haider, quién había destituido a Norbert Steger en la convención de partido. 
El SPÖ fue quién obtuvo mayor cantidad de escaños, y formó una gran coalición con Partido Popular Austríaco, ya que tampoco estaba dispuesto a colaborar con Haider. La participación electoral fue de un 90.5%.

## Resultados
| Partido                 | Partido                                              | Votos     | %    | Escaños | +/–   |
| ----------------------- | ---------------------------------------------------- | --------- | ---- | ------- | ----- |
|                         | Partido Socialdemócrata de Austria (SPÖ)             | 2.092.024 | 43.1 | 80      | –10   |
|                         | Partido Popular Austríaco (ÖVP)                      | 2.003.663 | 41.3 | 77      | –4    |
|                         | Partido de la Libertad de Austria (FPÖ)              | 472.205   | 9.7  | 18      | +6    |
|                         | Lista Freda Meissner-Blau- Alternativa Verde         | 234.028   | 4.8  | 8       | Nuevo |
|                         | Partido Comunista de Austria                         | 35.104    | 0.7  | 0       | 0     |
|                         | Lista de Acción - Ya tuve Suficiente                 | 8.100     | 0.2  | 0       | Nuevo |
|                         | Lista Democrática-Alternativa Verde                  | 6.005     | 0.1  | 0       | Nuevo |
|                         | Concejales Independientes-VGÖ-VÖGA. Verdes Carintios | 1.059     | 0.0  | 0       | Nuevo |
|                         | Votos en blanco/nulos                                | 88.110    | –    | –       | –     |
| Total                   | Total                                                | 4.940.298 | 100  | 183     | 0     |
| Fuente: Nohlen & Stöver |                                                      |           |      |         |       |